# Columbus (hrabstwo Columbia)
Columbus – miasto w Stanach Zjednoczonych, w stanie Wisconsin, w hrabstwie Columbia.